# Ponkin
Ponkin (Engels: Poggin) is een personage uit Het laatste gevecht van De Kronieken van Narnia door C.S. Lewis.
Ponkin is een dwerg, die aan de kant van Tirian staat. Als Tirian terugkomt van de stal, waar hij Puzzel heeft ontvoerd, loopt hij tegen een groep dwergen op, die door Calormeners naar Calormen worden ontvoerd, om te werken in de mijnen van de Tisrok. Tirian bevrijdt de dwergen, maar deze volgen de koning niet.
Alleen Ponkin loopt achter Tirian aan. Hij volgt zijn koning, en is hem trouw, tot in het laatste gevecht dat in Narnia wordt gevoerd. Ponkin komt ook in het nieuwe Narnia, waar hij altijd mag blijven.